# Myles Tierney
Myles Tierney (* September 1937; † 6. Oktober 2017 in New Jersey) war ein US-amerikanischer Mathematiker, der sich mit algebraischer Topologie und Kategorientheorie befasste.

## Leben
Tierney erhielt 1959 seinen Bachelor-Abschluss an der Brown University und  wurde 1965 an der Columbia University bei Samuel Eilenberg promoviert (On the classifying spaces for K-theory mod p). 1965/66 war er an der Rice University und 1966 bis 1968 an der ETH Zürich. Er war ab 1968 (damals als Associate Professor) bis zu seiner Emeritierung 2003 Professor an der Rutgers University.
Ende der 1960er Jahre begründete er mit William Lawvere die Theorie des Elementar-Topos. Er veröffentlichte unter anderem mit André Joyal. Der Begriff der Lawvere-Tierney-Topologie ist mit seinem Namen verbunden.

## Schriften
- Categorical constructions in stable homotopy theory. A seminar given at the ETH, Zürich, in 1967, Springer Verlag, Lecture Notes in Mathematics 87, 1969
- mit André Joyal: An extension of the Galois theory of Grothendieck, American Mathematical Society 1984